# Torre della Bell'Alda
La torre della bell'Alda è una torre del XIII secolo, ubicata all'interno del complesso abbaziale della Sacra di San Michele. È alta circa venti metri.

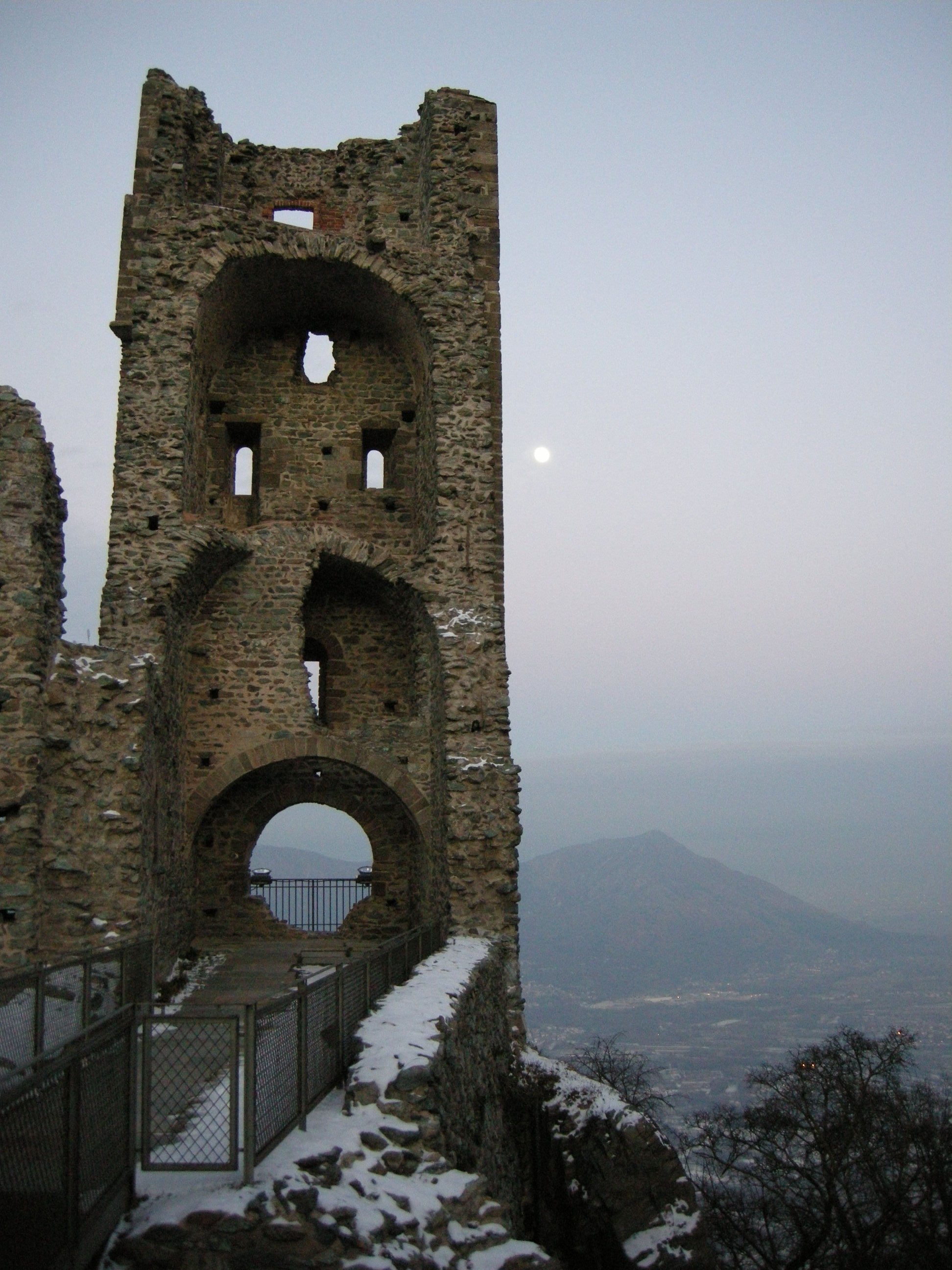
Torre della Bell'Alda nel complesso dell'Abbazia della Sacra di San Michele

## Storia
La torre fu costruita nel XII secolo, come parte del complesso denominato "Nuovo monastero", distrutto in gran parte nel corso di alcuni terremoti succedutisi a partire dal XVI secolo.
Essa diede corpo alla fantasia popolare che volle spiccato da lì il salto della "bella Alda": per sfuggire a soldati di ventura, la giovinetta si sarebbe buttata nel sottostante burrone rimanendovi illesa. Volle riprovarci per vanità e denaro, ma il suo corpo si sfracellò contro le fonde scogliere.
Nel 1699 lo storico P. Gallizia scriveva: «Tanto ci raccontavano i vecchi che erano coetanei ai tempi ne' quali ciò successe».

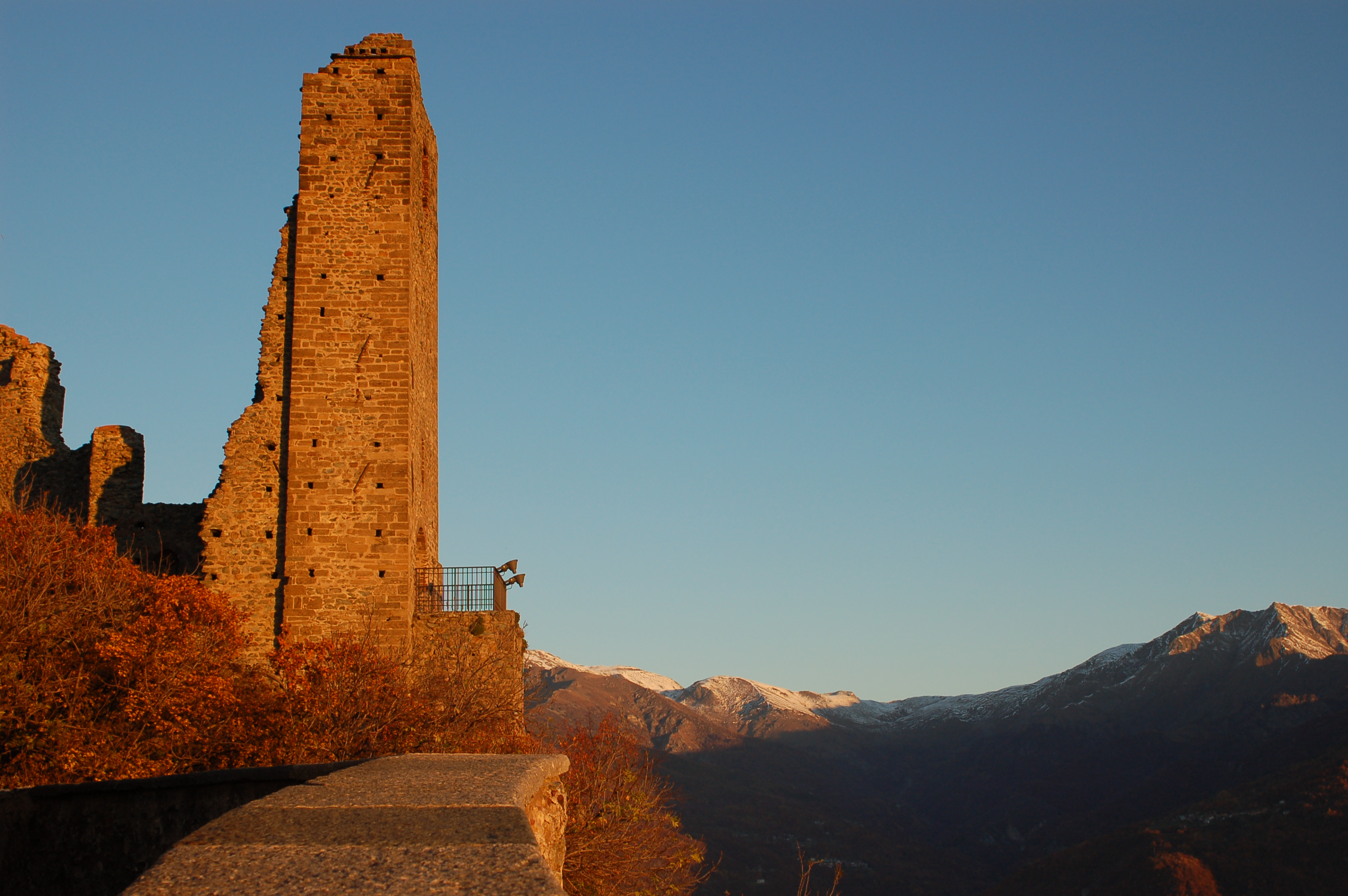
Torre della Bell'Alda

## Leggende
- Leggenda della Bell'Alda